# Heterorachis devocata
Heterorachis devocata är en fjärilsart som beskrevs av Walker 1861. Heterorachis devocata ingår i släktet Heterorachis och familjen mätare. Inga underarter finns listade i Catalogue of Life.